# Predisposición genética
La predisposición genética o susceptibilidad genética es la carga genética que influye en el fenotipo de un organismo individual, o de una especie o población. Por definición, el fenotipo puede ser modificado por las condiciones del medio ambiente.